# WNT2
An Error has occurred retrieving Wikidata item for infobox
Le membre 2 de la famille des sites d'intégration du MMTV de type Wingless, également connu sous le nom de WNT2, est un gène humain,.
Ce gène appartient à la famille des gènes WNT. Cette famille est composée de gènes structurellement apparentés qui codent des protéines de signalisation sécrétées impliquées dans la voie de signalisation Wnt. Ces protéines sont impliquées dans l'oncogenèse et dans plusieurs processus développementaux, notamment la régulation du destin cellulaire et de la structuration cellulaire au cours de l'embryogenèse. Des variants de transcription à épissage alternatif ont été identifiés pour ce gène.